# Eccellenza Abruzzo 2020-2021
Il campionato italiano di calcio di Eccellenza regionale 2020-2021 è il trentesimo organizzato in Italia. Rappresenta il quinto livello del calcio italiano.
Tutte le squadre iscritte al campionato di Eccellenza hanno diritto, salvo mancate iscrizioni, a partecipare alla fase regionale della Coppa Italia Dilettanti Abruzzo 2020-2021.

## Stagione

### Formula
La formula prevede la promozione diretta in Serie D per la squadra che giunge in prima posizione al termine del campionato. I play-off si disputeranno tra la seconda e la quinta classificata: le semifinali si svolgeranno tra la seconda e la quinta classificata e tra la terza e la quarta, in casa della meglio classificata.
Il numero e le modalità di definizione delle retrocessioni, come da regolamento regionale, sono vincolate alla retrocessione di compagini abruzzesi dal campionato di Serie D..

### Aggiornamenti
Dopo le vicissitudini della scorsa stagione, quest'anno si è deciso per un campionato da 18 a 20 squadre. Considerata la promozione in Serie D del Castelnuovo Vomano, la retrocessione in Promozione del Paterno e la mancata iscrizione dell'Angizia Luco 1925, i cinque posti disponibili vanno appannaggio delle due retrocesse Avezzano e Chieti e delle tre neopromosse Casalbordino, L'Aquila 1927 e Villa 2015.
Con il DPCM del 24 ottobre 2020, per l'aggravarsi della pandemia di COVID-19 in Italia, vengono sospesi tutti i campionati dilettantistici, prima fino al 24 novembre, poi al 3 dicembre 2020, al 15 gennaio 2021 e infine al 13 marzo 2021.
Il 19 marzo 2021, il Comitato Regionale Abruzzo, su disposizione della FIGC, consente alla ripresa del solo campionato di Eccellenza 2020-2021 su base volontaria.
| Club                                    | Città (provincia)               | Stadio                                    | Stagione precedente                  |
| --------------------------------------- | ------------------------------- | ----------------------------------------- | ------------------------------------ |
| A.S.D. 2000 Acqua e Sapone Montesilvano | Montesilvano (PE)               | Stadio Galileo Speziale                   | 6ª in Eccellenza Abruzzo             |
| A.S.D. Alba Adriatica                   | Alba Adriatica (TE)             | Stadio Luca Vallese                       | 4ª in Eccellenza Abruzzo             |
| Avezzano Calcio                         | Avezzano (AQ)                   | Stadio dei Marsi                          | 16ª in Serie D/F, retrocessa         |
| A.S.D. Bacigalupo Vasto Marina          | Vasto (CH)                      | Campo Stingi (San Salvo)                  | 15ª in Eccellenza Abruzzo            |
| A.S.D. Capistrello                      | Capistrello (AQ)                | Stadio Comunale                           | 7ª in Eccellenza Abruzzo             |
| A.P.D. Casalbordino                     | Casalbordino (CH)               | Stadio Comunale                           | 1ª in Promozione Abruzzo/B, promosso |
| Chieti F.C. 1922                        | Chieti                          | Stadio Guido Angelini                     | 17ª in Serie D/F, retrocessa         |
| Il Delfino Flacco Porto                 | Pescara                         | Campo San Marco                           | 12ª in Eccellenza Abruzzo            |
| A.S.D. L'Aquila 1927                    | L'Aquila                        | Stadio Gran Sasso d'Italia-Italo Acconcia | 1ª in Promozione Abruzzo/A, promosso |
| A.S.D. Lanciano Calcio 1920             | Lanciano (CH)                   | Stadio Guido Biondi                       | 2ª in Eccellenza Abruzzo             |
| A.S.D. Nereto Calcio 1914               | Nereto (TE)                     | Stadio Comunale                           | 16ª in Eccellenza Abruzzo            |
| A.S.D. Nerostellati                     | Pratola Peligna (AQ)            | Stadio Ezio Ricci                         | 8ª in Eccellenza Abruzzo             |
| S.S.D. Penne 1920                       | Penne (PE)                      | Stadio Fernando Colangelo                 | 5ª in Eccellenza Abruzzo             |
| A.S.D. Pontevomano Calcio               | Villa Vomano di Teramo (TE)     | Stadio Comunale                           | 14ª in Eccellenza Abruzzo            |
| Renato Curi Angolana                    | Città Sant'Angelo (PE)          | Stadio Leonardo Petruzzi                  | 17ª in Eccellenza Abruzzo            |
| A.S.D. Sambuceto Calcio                 | San Giovanni Teatino (CH)       | Stadio Cittadella dello Sport             | 13ª in Eccellenza Abruzzo            |
| A.S.D. Spoltore Calcio                  | Spoltore (PE)                   | Stadio Comunale Adriano Caprarese         | 9ª in Eccellenza Abruzzo             |
| Pol. D. Torrese                         | Villa Torre di Castellalto (TE) | Stadio Comunale                           | 2ª in Eccellenza Abruzzo             |
| A.S.D. Villa 2015                       | Francavilla al Mare (CH)        | Antistadio Valle Anzuca                   | 2ª in Promozione Abruzzo/B, promossa |
| A.S.D. Virtus Cupello                   | Cupello (CH)                    | Stadio Comunale                           | 10ª in Eccellenza Abruzzo            |

## Stagione prima della sospensione

### Classifica
| Pos. | Squadra                 | Pt | G | V | N | P | GF | GS | DR  |
| ---- | ----------------------- | -- | - | - | - | - | -- | -- | --- |
| 1.   | L'Aquila                | 17 | 7 | 5 | 2 | 0 | 13 | 0  | +13 |
| 2.   | Il Delfino Flacco Porto | 17 | 7 | 5 | 2 | 0 | 14 | 6  | +8  |
| 3.   | Sambuceto               | 15 | 7 | 5 | 0 | 2 | 12 | 8  | +4  |
| 4.   | Avezzano                | 14 | 7 | 4 | 2 | 1 | 10 | 4  | +6  |
| 5.   | Cupello                 | 13 | 7 | 4 | 1 | 2 | 13 | 4  | +9  |
| 6.   | Nerostellati            | 13 | 7 | 3 | 4 | 0 | 10 | 6  | +4  |
| 7.   | Nereto                  | 13 | 8 | 4 | 1 | 3 | 10 | 7  | +3  |
| 8.   | Acqua&Sapone            | 12 | 8 | 3 | 3 | 2 | 9  | 9  | =   |
| 9.   | Chieti                  | 10 | 7 | 3 | 1 | 3 | 17 | 11 | +6  |
| 10.  | R.C. Angolana           | 10 | 8 | 2 | 4 | 2 | 18 | 13 | +5  |
| 11.  | Casalbordino            | 9  | 6 | 3 | 0 | 3 | 10 | 7  | +3  |
| 12.  | Alba Adriatica          | 9  | 5 | 2 | 3 | 0 | 5  | 3  | +2  |
| 13.  | Capistrello             | 9  | 7 | 2 | 3 | 2 | 10 | 10 | =   |
| 14.  | Villa 2015              | 8  | 8 | 2 | 2 | 4 | 5  | 9  | -4  |
| 15.  | Lanciano 1920           | 6  | 7 | 1 | 3 | 3 | 4  | 10 | -6  |
| 16.  | Torrese                 | 5  | 6 | 1 | 2 | 3 | 7  | 7  | =   |
| 17.  | Spoltore                | 4  | 8 | 0 | 4 | 4 | 7  | 16 | -9  |
| 18.  | Bacigalupo Vasto Marina | 4  | 8 | 1 | 1 | 5 | 7  | 20 | -13 |
| 19.  | Pontevomano             | 3  | 7 | 1 | 0 | 6 | 6  | 15 | -9  |
| 20.  | Penne                   | 2  | 7 | 0 | 2 | 5 | 4  | 26 | -22 |

Legenda:
      Promossa in Serie D 2021-2022.
      Retrocessa in Promozione 2021-2022.
Regolamento:
Tre punti a vittoria, uno a pareggio, zero a sconfitta.
La classifica tiene conto di:
- punti.
- differenza reti.

## Ripresa a sette squadre
In seguito la Federazione Italiana Giuoco Calcio, attraverso il C. R. Abruzzo, ha disposto l'annullamento di risultati acquisiti e un nuovo inizio del campionato di Eccellenza Abruzzo 2020-2021 l'11 aprile 2021 con partecipazione facoltativa, senza retrocessioni in Promozione, senza play-off, ma con un'unica promozione in Serie D e nessuna penalizzazione per le squadre non partecipanti. Sette squadre hanno scelto di partecipare al torneo (L'Aquila, Il Delfino Flacco Porto, Chieti, Capistrello, Avezzano, Renato Curi Angolana e Lanciano).

### Classifica torneo a sette squadre
|  | Pos. | Squadra                 | Pt | G  | V  | N | P  | GF | GS | DR  |
|  | ---- | ----------------------- | -- | -- | -- | - | -- | -- | -- | --- |
|  | 1.   | Chieti                  | 32 | 12 | 10 | 2 | 0  | 26 | 4  | +22 |
|  | 2.   | L'Aquila                | 27 | 12 | 8  | 3 | 1  | 27 | 8  | +19 |
|  | 3.   | Avezzano                | 20 | 12 | 5  | 5 | 2  | 23 | 15 | +8  |
|  | 4.   | R.C. Angolana           | 17 | 12 | 5  | 2 | 5  | 17 | 19 | -2  |
|  | 5.   | Il Delfino Flacco Porto | 11 | 12 | 2  | 4 | 6  | 13 | 16 | -3  |
|  | 6.   | Capistrello             | 7  | 12 | 1  | 4 | 7  | 11 | 25 | -14 |
|  | 7.   | Lanciano 1920           | 2  | 12 | 0  | 2 | 10 | 11 | 41 | -30 |

Legenda:
      Promossa in Serie D 2021-2022.
Regolamento:
Tre punti a vittoria, uno a pareggio, zero a sconfitta.